# Ostrovî, Ovruci
Ostrovî (în ucraineană Острови) este un sat în comuna Levkovîci din raionul Ovruci, regiunea Jîtomîr, Ucraina.

## Demografie
Componența lingvistică a localității Ostrovî
     Ucraineană (100%)
Conform recensământului din 2001, toată populația localității Ostrovî era vorbitoare de ucraineană (100%).